# カイロ歴史地区
カイロ歴史地区（かいろれきしちく、Islamic Cairo）はエジプトのカイロにあるユネスコの世界遺産（ID89）。

## 概要
- 1979年の「イスラーム都市カイロ」として世界遺産に登録。2007年の現在に改名された。旧市街のイスラム地区とカイロ発祥の地であるオールド・カイロ地区がある。600を超えるモスクと1000を超えるミナレットを擁するため「千の塔の都」と呼ばれている[1]。

## 主要スポット[1]

### イスラム地区
- アル＝アズハル・モスク
- アズハル大学
- シタデル
- ムハンマド・アリー・モスク
- イブン・トゥールーン・モスク
- ハーン・ハリーリ
- アル・フセイン・モスク
- スルタン・ハサン・モスク
- ズウェーラ門
- 死者の町

### オールド・カイロ
- アムル・イブン・アル=アース・モスク
- ベン・エズラ・シナゴーク
- エル・ムアッラカ教会
- 聖セルギウス教会（アブ・セルガ教会）
- 聖ゲオルギオス教会

## 登録基準
この世界遺産は世界遺産登録基準のうち、以下の条件を満たし、登録された（以下の基準は世界遺産センター公表の登録基準からの翻訳、引用である）。
- (1) 人類の創造的才能を表現する傑作。
- (5) ある文化（または複数の文化）を代表する伝統的集落、あるいは陸上ないし海上利用の際立った例。もしくは特に不可逆的な変化の中で存続が危ぶまれている人と環境の関わりあいの際立った例。
- (6) 顕著で普遍的な意義を有する出来事、現存する伝統、思想、信仰または芸術的、文学的作品と直接にまたは明白に関連するもの（この基準は他の基準と組み合わせて用いるのが望ましいと世界遺産委員会は考えている）。

登録基準に基づく評価内容は以下の通り。
- (1) カイロ歴史地区の建造物は、カイロの空にそびえ立つ建築的・芸術的傑作の比類なきアンサンブルである。それぞれが類まれな芸術的、美的、そして建築的価値を有しており、世界の美術史と建築史において卓越した世界的重要性を持つに十分と言える。それらは全体として、トゥールーン朝、ファータマ朝、そしてマムルーク朝建築の最高峰を反映したアンサンブルとなっている。
- (5) カイロ歴史地区は、多様な文化と人間と環境の長年にわたる共存を象徴する、まとまりのある都市構造の顕著な例である。10世紀のファーティマ朝の城塞都市計画の中心は、都市の核となっている。その建設は、様々な宗派、人種、部族の居住地「ハラト」を象徴する路地として拡張され、将来の発展を可能にした。このファーティマ朝の都市計画は、マムルーク朝時代に大きく拡大され、イスラム法学の都市計画と空間構成への適用の表れとなった。一方、オスマン帝国は中世の都市構造を維持した。19世紀に新カイロが建設されたことで、歴史的カイロは中世の都市計画の傑出した例として、ほぼそのままの形で保存された。
- (6) カイロの歴史的中心部は、中世におけるこの都市の政治、戦略、知的、そして商業的側面における国際的な重要性を物語る印象的な物証となっている。